# Cidônia
Cidônia (português brasileiro) ou Cidónia (português europeu) foi uma importante pólis na costa noroeste da ilha de Creta. Sua localização exata não é conhecida, mas está no sítio da atual cidade grega de Chania.
Em lenda Cidônia foi fundada pelo rei Cidão, filho de Hermes e de Acacális, a filha do rei Minos.
Na época da Guerra do Peloponeso, esteve em guerra com Gortina e foi aliada de Atenas. Mais tarde foi aliada de Cnossos. Depois das Guerras Sagradas, o general focídio, Falecos, atacou a cidade, mas foi derrotado durante o cerco. Lutou depois contra Cnossos e Gortina. 
Quando os romanos desembarcaram,  fizeram-no perto de Cidônia. Os cretenses eram dirigidos por Lastenes e Panares, e os romanos por Quinto Cecílio Metelo Crético; a primeira batalha da conquista da ilha foi travada no território de Cidônia, e Metelo venceu. Cidônia foi assediada e ocupada.